# Pogonia
Pogonia – polski herb szlachecki. Według najczęściej cytowanej w dawnych publikacjach opinii Jana Długosza herb ten pochodzi z nadania królewskiego.
Najbardziej znane rody, pieczętujące się herbem Pogonia to między innymi: Pleszkowscy i Poczobutowie.

## Opis herbu

### Opisy historyczne
Kasper Niesiecki blazonuje herb następująco:

W polu żółtym ręka po ramię zbrojna, mieczem dobytym w prawą tarczy zaniesiona, z obłoku niby wychodząca być powinna, w hełmie z korony takaż ręka wychodzi.

Piotr Małachowski natomiast podaje bardziej szczegółowy opis:

W polu złotym ręka po ramie zbrojna srebrna z mieczem wzniesionym niby do cięcia w stronę prawą, wychylająca się z niebieskiego obłoku. W hełmie z korony wynika taka sama ręka w lewa stronę wzniesioną.

### Opis współczesny
Opis skonstruowany współcześnie brzmi następująco:
Na tarczy w polu złotym ręka zbrojna srebrna z mieczem, wychodząca w prawo z obłoku błękitnego.
W klejnocie taka sama ręka zbrojna srebrna z mieczem, ostrzem w lewą stronę skierowana.
Labry herbowe złote, podbite błękitem.

## Geneza

### Najwcześniejsze wzmianki i pochodzenie
Herbów z motywem zbrojnej ręki z mieczem w herbie zażywało bardzo wiele domów po różnych królestwach, chociażby w Brunszwiku, Frankonii, Miśni, we Włoszech i na Śląsku. Przykładem może być mistrz najwyższy rodyjskiej kawalerii, Philippus Villerius Liladamus rodem Francuz, który po długo wytrzymanym oblężeniu, przeprowadzonym przez tureckiego sułtana Sulejmana, został z tej wyspy gwałtem wyrzucony w roku 1523, a Papież Hadrian VI w nagrodę za jego męstwo nadał mu herb z ręką z gołym mieczem i manipularzem z napisem: Pro fide. Spondan. in Annal. Eccles.
W Polsce herb z podobnym motywem nosi Pogonia. Nie ma jednak zgodności wśród heraldyków co do jej początków. Średniowieczne zapiski sądowe o niej nie wspominają i nie spotyka jej się na pieczęciach. Według Teofila Rutki, herb istniał jeszcze przed królem Ludwikiem Węgierskim (1326–1382), ponieważ już wtedy w senacie zasiadali herbowni Pogoni. Piotr Małachowski w swoim herbarzu zawarł informację, że herb ten został nabyty w 1388 roku.  Juliusz Ostrowski twierdzi, że Pogonia była nadawana przez królów polskich począwszy od Władysława Jagiełły i zwana przez nich Bożezdarz. Taki też herb według świadectwa Jana Długosza otrzymał niejaki Jerzy Szwarc od Władysława II Jagiellończyka. Ostrowski dodaje też, że ów Szwarc zamiast nowo ułożonego herbu wołał nosić jakiś starszy, postarał się o to drogą zwykłej adopcji na Węgrzech, zatrzymując sobie jedynie nadane przez króla świeże zawołanie Bożezdarz. Alternatywne nazwy herbu znane są również z przywileju Zygmunta I z roku 1523, gdzie nazwany był Zdarzbóg i Bożezdarz.
Bartosz Paprocki na podstawie dzieł Długosza powiada, że herb ten został nadany Klemensowi z Kłajowa (Kłaja), Janowi dziekanowi krakowskiemu, Mikołajowi Bielunce i innym odważnym kawalerom. Informacje te Długosz zawiera we fragmencie:

Clenodium autem hujusmodi datum fuit primario Clementi de Clajow, et Joanni diacono canonico cracovien, Nicolao Bielunka Hungaris, et aliis militibus.

Kasper Niesiecki dodaje, że Paprocki nie podał informacji kiedy i od kogo dany herb został przyznany. Według Hipolita Stupnickiego, herb został nadany za męstwo.
Franciszek Piekosiński zauważa, że o herbie tym nie wspomina Rola Marszałkowska, jednakże wspomina o nim Herbarz Arsenalski. Jest również zdania, że herb Pogonia powstał z nadania króla Władysława Jagiełły z roku 1434, dla Mikołaja, wójta lelowskiego. Istnieje również wzmianka w przywileju nobilitacyjnym, wydanym przez króla Kazimierza Jagiellończyka w 1481 roku, dla Ryszarda Papiniego de Gambusio, a także Oliwiera i Maryota Papinich de Gambusio.
Historyk Lech Chmielewski twierdzi, że herb ten został stworzony specjalnie dla osób odznaczających się na polu chwały. Według niego, Pogonię nadawano już za Władysława Jagiełły, a potem za Stefana Batorego w czasie wojen z Moskwą.

### Ewolucja wizerunku
Według Piekosińskiego, wizerunek herbu z 1434 roku w nadaniu króla Jagiełły, miał być opisany w sposób następujący; pole tarczy ma być złote, na nim ręka zbrojna z dobytym mieczem, wybiegająca z niebieskiego obłoku, miecz natomiast ma być na końcu krwią zbroczony, dolne pole tarczy czerwone. W klejnocie ma być znowu ręka z dobytym mieczem powtórzona, a labry mają być czerwonego, czarnego i żółtego koloru.
W przywileju nobilitacyjnym wydanym przez króla Kazimierza Jagiellończyka w roku 1481 jest ten herb nieco odmiennie przedstawiony, mianowicie; w dolnym polu czerwonym mają być trzy litery złote d. d. d. zaś cała tarcza ma być żółtym skrajem otoczona.
W herbarzu arsenalskim z 1530 roku został opisany jako pole żółte, w którym ramie zbrojne w prawą stronę skierowane, Juliusz Ostrowski przerysował oryginał paryski do swojego herbarza.
W dziele Ambrosiusa Marcusa de Nissa, Arma Regni Poloniae z ok. 1572 roku, Pogonia jest przedstawiona jako tarcza, na której znajduje się ramię zbrojne z mieczem w lewo skierowanym, wychodzącym z obłoku.

### Etymologia
Pogonia, od apelatywu pogonia, czyli pościg. Być może w funkcji dewizy bitewnej: pogonia! .

## Herbowni

### Lista Tadeusza Gajla
Lista herbownych w artykule sporządzona została na podstawie wiarygodnych źródeł, zwłaszcza klasycznych i współczesnych herbarzy. Należy jednak zwrócić uwagę na częste zjawisko przypisywania rodom szlacheckim niewłaściwych herbów, szczególnie nasilone w czasie legitymacji szlachectwa przed zaborczymi heroldiami, co zostało następnie utrwalone w wydawanych kolejno herbarzach. Identyczność nazwiska nie musi oznaczać przynależności do danego rodu herbowego. Przynależność taką mogą bezspornie ustalić wyłącznie badania genealogiczne.
Pełna lista herbownych nie jest dziś możliwa do odtworzenia, także ze względu na zniszczenie i zaginięcie wielu akt i dokumentów w czasie II wojny światowej (m.in. w czasie powstania warszawskiego w 1944 spłonęło ponad 90% zasobu Archiwum Głównego w Warszawie, gdzie przechowywana była większość dokumentów staropolskich). Lista nazwisk znajdująca się w artykule pochodzi z Herbarza polskiego, Tadeusza Gajla (115 nazwisk). Występowanie na liście nazwiska nie musi oznaczać, że konkretna rodzina pieczętowała się herbem Pogonia. Często te same nazwiska są własnością wielu rodzin reprezentujących wszystkie stany dawnej Rzeczypospolitej, tj. chłopów, mieszczan, szlachtę. Jest to jednakże dotychczas najpełniejsza lista herbownych, uzupełniana ciągle przez autora przy kolejnych wydaniach Herbarza. Tadeusz Gajl wymienia następujące nazwiska uprawnionych do używania herbu Pogonia:
|  | Badurek, Badurka, Badurko, Bepliński, Bereżko, Bielunka, Bolcewicz, Borezko, Butaw. Chożowski, Chrapkiewicz, Czeczel, Czeczela, Czorb, Czorba. Dmitrewicz, Dziadoń, Dzibandowski, Dziubandowski. Gut, Gutt. Homaszewicz, Humorowski, Hunorowski. Janczura. Kamieniczny, Kłajkowski, Kłajowski, Kokatorowicz, Kondzic, Korecki , Koresandowicz, Kundzicz, Kuriat, Kuriata, Kurmin. Magóra, Memet, Mincewicz, Minczer, Możarski, Możarycki. Niedzieski, Nowowiejski. Odlanicki, Odlaniecki, Odlaniski, Odłaniski. Pełka, Perbesz, Piasewicz, Pikus, Pleszko, Plewaka, Plewako, Pliszcza, Pogonowski. Repliński, Rohland, Roland, Rolland, Rzepliński, Rzeszotko, Rzeszutko. Sando, Sąd, Sądecki, Siemienowicz, Siemionowicz, Siesicki, Słuszka, Słuszko, Służka, Stefanowicz, Stowiła, Stowiłło, Stradoń, Sud, Sudimont, Sudymont, Sudymontowicz, Sudywoj, Szwarc. Tuchaczewski. Ujejski. Wałęga, Wambut, Wandron, Wandzon, Wędzon, Wiczewski, Wilkicki, Wojszyski, Wolski, Wołkowiński, Wołłowicz, Wołowicz, Worotyński. Zacharewicz, Zagórski, Zaleski, Załuczski, Załużny, Zręcki, Zwiartowski, Zynowicz. Źręcki. Żarski, Żdżarski, Żręcki, Żurawicki, Żurawnicki, Żynowicz, Żynowiewicz, Żynowowicz. Tadeusz Gajl, Herbarz Polski |

Żdżarski został nobilitowany do herbu w roku 1504.

### Pozostałe nazwiska
Herbarz szlachty białoruskiej podaje również nazwiska Amantowicz, Boniucicz, Niewiński, Wangin i Worotyn.
Według Hipolita Stupnickiego, herbem tym pieczętowali się również herbowni Minczer, Pleszkowski, Poczobot, Potemkin i Radamski.
Kasper Niesiecki w Herbarzu Polskim wspomina rodzinę Poczobut.

## Odmiany
| Odmiany herbu Pogonia |